# اسلم عبدالرحیم
اسلم عبدالرحیم (انگلیسی: Aslam Abdul Raheem؛ زادهٔ ۲ اکتبر ۱۹۷۴) بازیکن فوتبال اهل مالدیو بود.
وی همچنین در تیم ملی فوتبال مالدیو بازی کرده است.